# Бурхард III (герцог Швабії)
Бурхард II (нім. Burchard III.; 906 або 915 — 12 листопада 973) — 6-й герцог Швабії в 954—973 роках.

## Життєпис
Походив з алеманського роду Бурхардінгерів. Старший син Бурхарда II, герцога Швабії, та Регелінди фон Цюріхгау. Народився за різними відомостями 906 або 915 року. У 926 році після загибелі батька в Італії Швабське герцогство було передано Герману фон де Веттерау. Невдовзі Бурхарда було відправлено до родичів в Саксонії. Мати ж вийшла заміж за нового герцога Швабії.
У Саксонії Бурхард пошлюбив представницю впливового роду Іммедінгер. У 940-х роках повернувся до Швабії, де оселився в замку Гоенвіль. Встановив гарні стосунки з королевою Адельгейдою, що сприяло налагодженню відносин з Оттоном I. Отримав графства Тургау і Цюріхгау.
У 954 році після придушення повстання Людольфа той втратив Швабію, яку було передано Бурхарду. Близько того року з огляду на попередню смерть першої дружини взяв другий шлюб.
Зберігав вірність королю Оттону I. 955 року звитяжив у битві на річці Лех, де угорські племена зазнали тяжкої поразки. У 965 році успішно діяв проти Беренгара II, короля Італії, та його сина Адальберта. Також завдав поразки у битві на річці По прихильникам останніх в Ломбардії.
970 року разом з дружиною заснував бенедиктинський монастир Св. Георга. 972 року здійснив похід до Південної Італії, де закріпив владу імперії над Сполето і Капуєю. 973 року сприяв обранню свого стриєчного брата Германа єпископом Аугсбургу. Бурхард III помер того ж року. Був похований у каплиці Св. Еразма у церкві монастиря Райхенау на острові Рейхенау на Боденському озері. Імператор Оттон II передав Швабію своєму родичеві Оттону, сину Людольфа.

## Родина
1. Дружина — Вільтруда
Діти:
- Берта
- Гедвіга, дружина Еппо фон Нілленбурга
- Бурхард (д/н—982), граф в Лізгау і Гассегау
- Вільдрута
- Дітріх, можливо був засновником династії Веттінів.
- Гальмеріх

2. Дружина — Гедвіга, донька Генріха I, герцога Баварії
дітей не було